# Suzanne Daveau
Suzanne Blanche Daveau Ribeiro (Paris, 13 de Julho de 1925), mais conhecida por Suzanne Daveau, é uma geógrafa franco-portuguesa com uma extensa obra publicada sobre a geografia de Portugal e sobre temas de climatologia. Foi sócia correspondente da Academia das Ciências de Lisboa desde 17 de Fevereiro de 1998, tendo passado a supranumerária nos termos dos estatutos da Academia. Foi casada com o geógrafo português Orlando Ribeiro.

## Biografia
A sua família era originária da região vinhateira de Argenteuil. Suzanne, filha de Henri Louis Daveau e de Denise Robert. É prima-neta do botânico Jules Daveau.
Foi professora na Escola Primária de Pantin, em França, em 1945. Licenciou-se em Geografia pela Universidade de Paris, em 1947 e obteve o seu diploma superior em 1948, com a apresentação da disserção "Un pays de côte: La bordure sud-est du pays d'othe" orientada por Georges Chabot, mais tarde, em 1949, fez a agregação em Geografia. De 1949 a 1950 leccionou a disciplina de Geografia no Liceu de Gap em 1952/1953 as disciplinas de História e de Geografia no Liceu de Lille.
Deu aulas em várias universidades, tais como Universidade de Besançon (atualmente Université de Franche-Comté), Universidade de Dakar (Senegal) e Universidade de Reims. 
Fez o doutoramento pela Universidade de Paris em 1957 e, como tese principal, apresentou "Les Régions Frontalières de la Montagne jurassienne. Étude de Géographie humaine" mais uma vez orientada por Georges Chabot e,como tese complementar de doutoramento, apresentou "Recherches Morphologiques sur la Région de Bandiagra", orientada por Jean Dresch . Em 1960 conheceu o professor Orlando Ribeiro durante o Congresso Internacional de Geografia realizado em Estocolmo.
Entre 1966 e 1970 investigou como bolseira da Fundação Calouste Gulbenkian, depois disso, entre 1970 e 1993 foi professora convidada catedrática na Faculdade de Letras da Universidade de Lisboa  e professora de Geografia Regional da Faculdade de Letras da Universidade do Porto entre 1977 e 1978.

## Reconhecimento
O governo senegalês, condecorou-a com o  título de Chevalier de l’Ordre du Mérite Sénégalais em 1964. 
É distinguida pelo governo francês com o título de Chevalier de l’Ordre National du Mérite em 1981. 
No dia 5 de Maio de 2001, obteve o título doutor honoris causa pela Universidade do Porto. 
Em 2002 foi condecorada como Grande-oficial com a Ordem Militar de Sant'Iago da Espada pelo Governo Português. 
Em 2017, foi distinguida pelo Ministério da Ciência, Tecnologia e Ensino Superior português, com a medalha de mérito científico "pela relevância na área da Geografia bem como pela carreira de ensino e investigação desenvolvida em França, África Ocidental e em Portugal". 
Luísa Homem realizou, em 2019, o documentário Suzanne Daveau, sobre a sua vida e trabalho de investigação. 

## Obras
Entre as suas obras que abrangem várias áreas da geografia, entre elas climatologia, geomorfologia, geografia regional, geografia histórica e cartografia, encontram-se: 
- O ambiente geográfico natural. Aspectos fundamentais (1976);
- Mapas climáticos de Portugal. Nevoeiro e nebulosidade. Contrastes térmicos. (1985);
- Portugal geográfico (1995);
- Ribatejo (1997);
- Estremadura (1997);
- Porto (1997);
- Beira (1997);
- A descoberta da África Ocidental: ambiente natural e sociedades (1999);

## Vida Pessoal
Foi casada com o geógrafo Orlando Ribeiro (1911-1977)